# Велоспорт на літніх Олімпійських іграх 2012 — спринт (чоловіки)
Змагання у спринті з велоспорту серед чоловіків на літніх Олімпійських іграх 2016 пройшли з 4-го по 6-те серпня в Лондонському велопарку.
Джейсон Кенні з Великої Британії виграв золоту медаль, у фіналі перемігши Грегорі Боже з Франції. Шейн Перкінс з Австралії посів третє місце.

## Формат змагань
У кваліфікації відбувався посів за кращим часом. Далі спортсмени змагалися за олімпійською системою. У кожному поєдинку двоє велогонщиків змагалися один проти одного до двох перемог у трьох заїздах. Кожен заїзд складався з трьох кіл. Спортсмени стартували пліч о пліч.

## Розклад змагань
Вказано (Британський літній час)
| Дата                    | Час           | Раунд                 |
| ----------------------- | ------------- | --------------------- |
| Субота 4 серпня 2012    | 10:00 і 16:00 | Кваліфікація / Заїзди |
| Неділя 5 серпня 2012    | 16:35         | Чвертьфінали          |
| Понеділок 6 серпня 2012 | 16:00 17:40   | Півфінали Фінал       |

## Результати

### Кваліфікація
| Місце | Спортсмен           | Країна                  | Час      | Сер. швидк. (км/год) |
| ----- | ------------------- | ----------------------- | -------- | -------------------- |
| 1     | Джейсон Кенні       | Велика Британія (GBR)   | 9.713 OR | 74.127               |
| 2     | Грегорі Боже        | Франція (FRA)           | 9.952    | 72.347               |
| 3     | Шейн Перкінс        | Австралія (AUS)         | 9.987    | 72.093               |
| 4     | Роберт Ферстеманн   | Німеччина (GER)         | 10.072   | 71.485               |
| 5     | Денис Дмітрієв      | Росія (RUS)             | 10.088   | 71.371               |
| 6     | Ерсоні Канелон      | Венесуела (VEN)         | 10.123   | 71.125               |
| 7     | Сеїтіро Накаґава    | Японія (JPN)            | 10.144   | 70.977               |
| 8     | Чжан Мяо            | Китай (CHN)             | 10.155   | 70.901               |
| 9     | Едвард Докінс       | Нова Зеландія (NZL)     | 10.201   | 70.581               |
| 10    | Нджісане Філліп     | Тринідад і Тобаго (TRI) | 10.202   | 70.574               |
| 11    | Азізуласні Аванг    | Малайзія (MAS)          | 10.226   | 70.408               |
| 12    | Джиммі Воткінс      | США (USA)               | 10.247   | 70.264               |
| 13    | Павел Келемен       | Чехія (CZE)             | 10.311   | 69.828               |
| 14    | Даміан Желінський   | Польща (POL)            | 10.323   | 69.747               |
| 15    | Бернард Естергейзен | ПАР (RSA)               | 10.350   | 69.565               |
| 16    | Одей Маск'яран      | Іспанія (ESP)           | 10.604   | 67.898               |
| 17    | Зафейріс Волікакіс  | Греція (GRE)            | 10.663   | 67.523               |

### Перший раунд
| Ім'я                     | Час               | Сер. швидк. (км/год) |
| ------------------------ | ----------------- | -------------------- |
| Грегорі Боже (FRA)       | Переміг через DSQ | Переміг через DSQ    |
| Зафейріс Волікакіс (GRE) |                   |                      |

| Ім'я                      | Час    | Сер. швидк. (км/год) |
| ------------------------- | ------ | -------------------- |
| Роберт Ферстеманн (GER)   | 11.100 | 64.864               |
| Бернард Естергейзен (RSA) |        |                      |

| Ім'я                 | Час    | Сер. швидк. (км/год) |
| -------------------- | ------ | -------------------- |
| Ерсоні Канелон (VEN) |        |                      |
| Павел Келемен (CZE)  | 10.840 | 66.420               |

| Ім'я                   | Час    | Сер. швидк. (км/год) |
| ---------------------- | ------ | -------------------- |
| Чжан Мяо (CHN)         |        |                      |
| Азізуласні Аванг (MAS) | 10.473 | 68.748               |

| Ім'я                 | Час    | Сер. швидк. (км/год) |
| -------------------- | ------ | -------------------- |
| Шейн Перкінс (AUS)   | 10.722 | 67.151               |
| Одей Маск'яран (ESP) |        |                      |

| Ім'я                    | Час    | Сер. швидк. (км/год) |
| ----------------------- | ------ | -------------------- |
| Денис Дмітрієв (RUS)    | 10.690 | 67.352               |
| Даміан Желінський (POL) |        |                      |

| Ім'я                   | Час    | Сер. швидк. (км/год) |
| ---------------------- | ------ | -------------------- |
| Сеїтіро Накаґава (JPN) |        |                      |
| Джиммі Воткінс (USA)   | 10.399 | 69.237               |

| Ім'я                  | Час    | Сер. швидк. (км/год) |
| --------------------- | ------ | -------------------- |
| Едвард Докінс (NZL)   |        |                      |
| Нджісане Філліп (TRI) | 10.221 | 70.443               |

### Додатковий раунд
| Ім'я                 | Час    | Сер. швидк. (км/год) |
| -------------------- | ------ | -------------------- |
| Ерсоні Канелон (VEN) | 10.439 | 68.972               |
| Едвард Докінс (NZL)  |        |                      |

| Ім'я                    | Час    | Сер. швидк. (км/год) |
| ----------------------- | ------ | -------------------- |
| Сеїтіро Накаґава (JPN)  | 10.792 | 66.716               |
| Даміан Желінський (POL) |        |                      |

| Ім'я                      | Час    | Сер. швидк. (км/год) |
| ------------------------- | ------ | -------------------- |
| Бернард Естергейзен (RSA) | 10.762 | 66.902               |
| Одей Маск'яран (ESP)      |        |                      |
| Чжан Мяо (CHN)            |        |                      |

### Другий раунд
| Ім'я                      | Час    | Сер. швидк. (км/год) |
| ------------------------- | ------ | -------------------- |
| Джейсон Кенні (GBR)       | 10.363 | 69.477               |
| Бернард Естергейзен (RSA) |        |                      |

| Ім'я                 | Час    | Сер. швидк. (км/год) |
| -------------------- | ------ | -------------------- |
| Шейн Перкінс (AUS)   | 10.978 | 65.585               |
| Ерсоні Канелон (VEN) | REL    | REL                  |

| Ім'я                   | Час    | Сер. швидк. (км/год) |
| ---------------------- | ------ | -------------------- |
| Денис Дмітрієв (RUS)   | 10.278 | 70.052               |
| Азізуласні Аванг (MAS) |        |                      |

| Ім'я                   | Час    | Сер. швидк. (км/год) |
| ---------------------- | ------ | -------------------- |
| Грегорі Боже (FRA)     | 10.490 | 68.636               |
| Сеїтіро Накаґава (JPN) |        |                      |

| Ім'я                    | Час    | Сер. швидк. (км/год) |
| ----------------------- | ------ | -------------------- |
| Роберт Ферстеманн (GER) |        |                      |
| Нджісане Філліп (TRI)   | 10.467 |                      |

| Ім'я                 | Час    | Сер. швидк. (км/год) |
| -------------------- | ------ | -------------------- |
| Павел Келемен (CZE)  |        |                      |
| Джиммі Воткінс (USA) | 10.511 | 68.499               |

### Додатковий раунд
| Ім'я                      | Час    | Сер. швидк. (км/год) |
| ------------------------- | ------ | -------------------- |
| Бернард Естергейзен (RSA) |        |                      |
| Роберт Ферстеманн (GER)   | 10.881 | 66.170               |
| Павел Келемен (CZE)       |        |                      |

| Ім'я                   | Час    | Сер. швидк. (км/год) |
| ---------------------- | ------ | -------------------- |
| Сеїтіро Накаґава (JPN) |        |                      |
| Ерсоні Канелон (VEN)   |        |                      |
| Азізуласні Аванг (MAS) | 10.456 | 68.859               |

### Гонка за дев'яте місце
| Ім'я                      | Час    | Сер. швидк. (км/год) | Місце |
| ------------------------- | ------ | -------------------- | ----- |
| Сеїтіро Накаґава (JPN)    | 10.950 | 65.753               | 9     |
| Павел Келемен (CZE)       |        |                      | 10    |
| Бернард Естергейзен (RSA) |        |                      | 11    |
| Ерсоні Канелон (VEN)      |        |                      | 12    |

### Чвертьфінали
| Ім'я                   | Час (заїзд 1) | Час (заїзд 2) |
| ---------------------- | ------------- | ------------- |
| Джейсон Кенні (GBR)    | 10.433        | 10.030        |
| Азізуласні Аванг (MAS) |               |               |

| Ім'я                    | Час (заїзд 1) | Час (заїзд 2) |
| ----------------------- | ------------- | ------------- |
| Грегорі Боже (FRA)      | 10.472        | 10.300        |
| Роберт Ферстеманн (GER) |               |               |

| Ім'я                 | Час (заїзд 1) | Час (заїзд 2) |
| -------------------- | ------------- | ------------- |
| Шейн Перкінс (AUS)   | 10.520        | 10.263        |
| Джиммі Воткінс (USA) |               |               |

| Ім'я                  | Час (заїзд 1) | Час (заїзд 2) |
| --------------------- | ------------- | ------------- |
| Нджісане Філліп (TRI) | 10.545        | 10.300        |
| Денис Дмітрієв (RUS)  |               |               |

### Гонка за п'яте місце
| Ім'я                    | Час    | Сер. швидк. (км/год) | Місце |
| ----------------------- | ------ | -------------------- | ----- |
| Денис Дмітрієв (RUS)    | 10.340 | 69.632               | 5     |
| Джиммі Воткінс (USA)    |        |                      | 6     |
| Роберт Ферстеманн (GER) |        |                      | 7     |
| Азізуласні Аванг (MAS)  |        |                      | 8     |

### Півфінали
| Ім'я                  | Час (заїзд 1) | Час (заїзд 2) |
| --------------------- | ------------- | ------------- |
| Джейсон Кенні (GBR)   | 10.159        | 10.166        |
| Нджісане Філліп (TRI) |               |               |

| Ім'я               | Час (заїзд 1) | Час (заїзд 2) |
| ------------------ | ------------- | ------------- |
| Грегорі Боже (FRA) | 10.358        | 10.268        |
| Шейн Перкінс (AUS) |               |               |

### Фінали
Гонка за бронзову медаль
| Ім'я                  | Час (заїзд 1) | Час (заїзд 2) | Місце |
| --------------------- | ------------- | ------------- | ----- |
| Нджісане Філліп (TRI) |               |               | 4     |
| Шейн Перкінс (AUS)    | 10.489        | 10.297        | 3     |

Гонка за золоту медаль
| Ім'я                | Час (заїзд 1) | Час (заїзд 2) | Місце |
| ------------------- | ------------- | ------------- | ----- |
| Джейсон Кенні (GBR) | 10.232        | 10.308        | 1     |
| Грегорі Боже (FRA)  |               |               | 2     |